# Claes Hedberg
Claes Hedberg, född 1950 i Sollefteå, är en svensk författare, privatspanare om mordet på Olof Palme och discjockey.
Claes Hedberg började på 1960‑talet arbeta som discjockey, och var 1975–1982 nöjeschef på Stena Lines fartyg. Han har varit ordförande för Sveriges yrkesdiscjockeys förening. Efter en skilsmässa grundade han 1989 singelklubben New Friends. Han har uppmärksammats för att ha lanserat en hypotes om att Olof Palme inte mördades 1986, utan sjukdomsmärkt levde resten av sitt liv i Frankrike, och att händelserna på Sveavägen 1986 var iscensatta för att dölja Olof Palmes exil.